# Golvellius
Maou Golvellius (魔王ゴルベリアス?  lit. "Malvado Golvellius") es un videojuego de Acción-Aventura para el sistema japonés MSX. Fue desarrollado por Satoshi "Pac" Fujishima para Compile y lanzado en 1987. En 1988 se licenció para la consola Sega Master System como respuesta a la saga Zelda de Nintendo. Con gráficos mejorados y completamente un mapa y mazmorras diferentes, esta versión fue lanzada mundialmente bajo el nombre Golvellius: Valley of Doom.

Desde 2009 hay disponible una versión emulada para los terminales iPhone.